# Hermann Fegelein
Hans Georg Otto Hermann Fegelein (Ansbach, 30 oktober 1906 – Berlijn, 29 april 1945) was een Duits SS-officier. Hij werd onderscheiden met het Ridderkruis van het IJzeren Kruis met Eikenloof en Zwaarden als erkenning voor extreme dapperheid en succesvol militair leiderschap.

## Levensloop
In de jaren twintig en dertig deed Fegelein, een begenadigd ruiter, mee aan diverse Europese ruitertoernooien.
Op 1 augustus 1932 trad Fegelein toe tot de Nationaalsocialistische Duitse Arbeiderspartij (NSDAP) en de Sturmabteilung (SA). Bij de SA werd hij ingezet bij de Reiter-SA, dat – na de machtsovername van de SS ten opzichte van de SA in 1934 – in de Reiter-SS werd veranderd. Binnen de SS maakte Fegelein snel carrière en in 1937 werd hij directeur van de opperste rijschool van de SS. In 1942 werd Fegelein SS-Oberführer en trad hij tevens toe tot de Waffen-SS. In 1943 werd hij SS-Brigadeführer (brigadegeneraal) en Generalmajor in de Waffen-SS. Als commandant van de 8ste SS-Cavaleriedivisie werd hij ingezet bij de strijd tegen partizanen in het gebied van de Pripjet-moerassen in Rusland, waarbij hij zich schuldig maakte aan zware oorlogsmisdaden tegen de burgerbevolking. Na zijn huwelijk in juni 1944 met Gretl Braun, de jongere zus van Eva Braun, werd hij bevorderd tot SS-Gruppenführer (generaal-majoor) en Generalleutnant in de Waffen-SS. Hij werd tevens toegevoegd aan de Persönlicher Stab Reichsführer-SS van Heinrich Himmler, de leider van de SS. In die functie trad hij op als verbindingsman van Himmler in Berlijn (Himmler verbleef zelf even buiten Berlijn).
Tijdens de laatste maanden van de Tweede Wereldoorlog verbleef hij met onder anderen Hitler, Eva Braun, Joseph Goebbels en Martin Bormann in de ondergrondse Führerbunker. Op 29 april 1945 bleek Fegelein echter spoorloos verdwenen. Hitler zond SS'ers om hem te zoeken. Die vonden hem thuis in burgerkleding. Hij werd gearresteerd en naar de bunker teruggebracht. Aannemelijk is dat Fegelein had geprobeerd te vluchten. Zijn vlucht werd door Hitler uitgelegd als onderdeel van Heinrich Himmlers plan om vrede te sluiten met de Westerse geallieerden. Fegelein werd gedegradeerd tot Schutze (soldaat) en later die dag door een krijgsraad ter dood veroordeeld en geëxecuteerd.

## Het lot van Fegelein
Over de zekerheid aangaande Fegeleins dood wordt in historische geschriften echter verschillend gedacht. In The Last Days of Hitler, merkt historicus Hugh Trevor Roper op dat “De werkelijke situatie omtrent de executie van Fegelein een van de weinige onderwerpen in dit boek is waarover geen absolute zekerheid is te vergaren.”
Journalist James O’Donnell heeft in zijn onderzoek ontdekt dat er verschillende theorieën zijn over wat er precies met Fegelein is gebeurd. Veel van de theorieën spreken elkaar tegen. Er is zelfs een theorie dat het Adolf Hitler zelf is geweest die Fegelein heeft doodgeschoten. Lange tijd was de theorie dominant dat Fegelein is geëxecuteerd na een veroordeling door een tribunaal. SS-Brigadeführer Wilhelm Mohnke, die voorzitter was van het tribunaal, vertelde O’Donnell (The Bunker, 1978) het volgende:

Adolf Hitler gaf me de opdracht een tribunaal op te zetten dat ik zelf moest gaan voorzitten. Ik besloot dat de beschuldigde (Fegelein) het recht had berecht te worden door een tribunaal dat bestond uit hoge officieren. De leden waren de generaals Wilhelm Burgdorf, Hans Krebs, Johann Rattenhuber en ikzelf. Op dat moment hadden we de intentie een rechtszaak te gaan houden. Het tribunaal vond plaats in een kamer in de buurt van mijn commandopost. Wij, de militaire rechters, namen plaats aan de tafel met het Duitse handboek voor militaire tribunalen voor ons. Toen we wilden gaan zitten, begon aangeklaagde Fegelein zich op zo’n woeste manier te gedragen dat de rechtszaak niet plaats kon vinden. Hij was stomdronken en keek vreemd uit zijn ogen. Fegelein betwistte de rechtsgeldigheid van het tribunaal en bleef roepen dat hij alleen maar verantwoording schuldig was aan Heinrich Himmler, en aan niemand anders dan Himmler. Ook niet aan Hitler. Hij weigerde zichzelf te verdedigen, trilde enorm en bibberde terwijl hij constant schreeuwde en vloekte. Hij haalde zelfs zijn penis uit zijn broek en begon op de vloer te urineren. De situatie was onmogelijk. Aan de ene kant was het – gebaseerd op het beschikbare bewijs, inclusief zijn eigen verklaring – duidelijk dat deze trieste officier gedeserteerd was. Aan de andere kant was het duidelijk voorgeschreven dat geen enkele Duitse soldaat berecht kon worden indien deze niet voldoende helder van geest en lichaam was, teneinde het aangevoerde bewijs te kunnen aanhoren. Ik bekeek de voorschriften nogmaals en overlegde met de andere rechters. Volgens ons was Hermann Fegelein niet in staat om voor het tribunaal te staan, hij kon letterlijk niet eens meer staan. Daarop sloot ik de procedure. Ik droeg Fegelein over aan SS-generaal Rattenhuber en zijn veiligheidsdienst. Ik heb de man daarna nooit meer gezien.

Een aantal andere betrokkenen die in de bunker aanwezig waren, verklaart dat Wilhelm Mohnke loog en dat het Mohnke zelf is geweest die Fegelein heeft vermoord en dat hij met zijn verklaring had geprobeerd zich zodoende van alle schuld te zuiveren. De situatie was gecompliceerd, omdat Mohnke het enige lid van het veronderstelde tribunaal was dat de oorlog heeft overleefd. Hans Krebs en Wilhelm Burgdorf pleegden op 2 mei zelfmoord. Alhoewel Johann Rattenhuber de oorlog heeft overleefd – hij werd tot in de jaren 50 door het Rode Leger in gevangenschap gehouden – is hij kort na zijn vrijlating gestorven en kon hij dus niet meer worden ondervraagd omtrent Fegelein.
Hoewel O’Donnell opmerkt dat niemand daadwerkelijk getuige is geweest van de executie van Fegelein (dan wel heeft gezwegen), concludeert hij samen met veel andere historici dat Fegelein slachtoffer is geworden van het verraad van zijn baas, Himmler, alsmede van geruchten dat zijn maîtresse een spion zou zijn geweest. Fegelein werd daardoor op bevel van Hitler geëxecuteerd zonder voor een tribunaal te hebben gestaan. Waarschijnlijk is hij door leden van de SS in een nabijgelegen kelder opgehangen. Verder merkte O’Donnell op dat Hitler zijn bruiloft met Eva Braun had afgehouden, totdat hij wist dat Fegelein was vermoord. Dit was bedoeld om te voorkomen dat Hitler een verrader als zwager zou hebben.
Een enkele overlevende van de bunker zegt dat Eva Braun Hitler heeft gesmeekt haar zwager te sparen. Anderen zeggen dat ze het helemaal niet voor hem heeft opgenomen. Wel is men het er over eens dat Eva Braun kort na de arrestatie van Fegelein aan Hitler heeft verteld dat haar zus zwanger was van Fegelein en dat Hitler daardoor aanvankelijk heeft overwogen hem zonder straf vrij te laten. Men is het er niet over eens of Braun heeft geprobeerd Fegelein vrij te krijgen, nadat Hitler hem al ter dood had veroordeeld.
Opvallend is dat Fegeleins ouders – die de oorlog hebben overleefd – hebben beweerd via een derde persoon berichten te hebben ontvangen dat hun zoon na de oorlog was ondergedoken.
In 2006 gaf Rochus Misch een interview aan het Duitse weblog www.roland-harder.de over de zaak Fegelein. Misch was de laatste nog in leven zijnde getuige van de gebeurtenissen in de Führerbunker kort voor het einde van de Tweede Wereldoorlog. Op de vraag wat er is gebeurd toen duidelijk werd dat Fegelein zonder toestemming uit de bunker was vertrokken, zei hij: 

Fegelein was niet in de bunker. Ik heb hem thuis geprobeerd te bellen, maar kreeg hem niet te pakken. Daarop kwam het Reichssicherheitskommando in actie. Die troffen hem in zijn woning aan. Fegelein vroeg zich onverschillig af wat hij nog in de bunker te zoeken had. Daarna is het commando weer vertrokken. Iemand vertelde me dat Fegelein een vrouw op bezoek had, toen het commando hem kwam opzoeken. Het zou gaan om een presentatrice van de Duitse radio. Of dat waar is weet ik niet, maar dat is wat ik te horen kreeg. Over wat er verder met Fegelein gebeurd is, kan ik alleen maar vertellen wat men me er over verteld heeft. Toen Bormann ervan hoorde, schreeuwde hij: 'Erheen, meteen, arresteren!' Later werd hij verhoord door generaal Krebs en generaal Burgdorf. Ik weet niet of er nog meer mensen aanwezig waren bij dat verhoor. Hoe dan ook, Fegelein werd ter dood veroordeeld omdat hij gedeserteerd was. Mensen van de Reichssicherheitsdienst vertelden me, dat de Kriminalrat Hogl, een lid van de Reichssicherheitsdienst, het bevel gaf Fegelein dood te schieten. Het gebeurde ergens in een deel van de bunker. Hij werd van achteren door die RSD-man neergeschoten. Men heeft me ook de naam verteld van degene die hem doodgeschoten zou hebben, maar die naam ga ik niet noemen.

Hoewel Rochus Misch een verklaring gaf die op details verschilt van andere verklaringen, leek ook hij er dus van uit te gaan dat Hermann Fegelein geëxecuteerd is. Misch benadrukte daarbij wel duidelijk dat hij deze informatie van horen zeggen had.
Op claims van Fegeleins ouders na, wijst alles erop dat Hermann Fegelein op 29 april 1945 is gestorven. Geen van de getuigen uit de bunker heeft ooit anders gesuggereerd.
Fegeleins vrouw, die waardevolle juwelen erfde van Eva Braun, overleefde de oorlog en kreeg op 5 mei 1945, zes dagen na de dood van haar man, een dochter die vernoemd werd naar haar tante: Eva Barbara Fegelein. Eva Fegelein pleegde in 1971 zelfmoord.

## Carrière
Fegelein heeft verschillende rangen bekleed zowel in de Allgemeine-SS als in de Waffen-SS. De volgende tabel laat zien dat de bevorderingen niet synchroon zijn gelopen.
| Datum                                             | Reichsheer       | Beierse politie                    | Allgemeine-SS          | Waffen-SS                                 |
| ------------------------------------------------- | ---------------- | ---------------------------------- | ---------------------- | ----------------------------------------- |
| 1925                                              | Zeitfreiwilliger | —                                  | —                      | —                                         |
| 20 april 1927                                     | —                | Unteroffizier en Offiziersanwärter | —                      | —                                         |
| 1931                                              | —                | —                                  | SS-Bewerber            | —                                         |
|                                                   | —                | —                                  | Staffel-Anwärter       | —                                         |
|                                                   | —                | —                                  | SS-Anwärter            | —                                         |
| 10 april 1933                                     | —                | —                                  | SS-Mann                | —                                         |
| 19 juni 1933 (met Patent van 12 juni 1933)        | —                | —                                  | SS-Sturmführer         | —                                         |
| 11 april 1934 (met ingang van 20 april 1934       | —                | —                                  | SS-Obersturmführer     | —                                         |
| 8 november 1934 (met ingang van 9 november 1934   | —                | —                                  | SS-Hauptsturmführer    | —                                         |
| 27 januari 1936 (met ingang van 30 januari 1936   | —                | —                                  | SS-Sturmbannführer     | —                                         |
| 30 januari 1937                                   | —                | —                                  | SS-Obersturmbannführer | —                                         |
| 1 maart 1940                                      | —                | —                                  | —                      | SS-Obersturmbannführer der Reserve (W-SS) |
| 24 juli 1937 (met Patent van 25 juli 1937 - 1938) | —                | —                                  | SS-Standartenführer    | —                                         |
| 1 februari 1942                                   | —                | —                                  | —                      | SS-Standartenführer der Reserve (W-SS)    |
| 28 januari 1943 (met ingang van 1 december 1942)  | —                | —                                  | —                      | SS-Oberführer der Reserve (W-SS)          |
| 1 mei 1943                                        | —                | —                                  | SS-Brigadeführer       | Generalmajor in de Waffen-SS              |
| 10 juni 1944 (met ingang van 21 juni 1944)        | —                | —                                  | SS-Gruppenführer       | Generalleutnant in de Waffen-SS           |

## Lidmaatschapsnummers
- NSDAP-nr.: 1 200 158[25] (lid geworden 1 augustus 1932[5][29])
- SS-nr.: 66 680[25] (lid geworden 10 april 1933[5][29])

## Decoraties
Selecie:
- Ridderkruis van het IJzeren Kruis op 2 maart 1942 als SS-Standartenführer in de SS-Kavallerie-Brigade / XXIII.Armeekorps / 9.Armee / Heeresgruppe Mitte[21][30][31][32][5][33]
- Ridderkruis van het IJzeren Kruis met Eikenloof (nr.157) op 22 december 1942 als SS-Oberführer en Commandant van de Kampfgruppe Fegelein / Heeresgruppe Mitte[21][31][34][35][13]
- Ridderkruis van het IJzeren Kruis met Eikenloof, Zwaarden (nr. 88) op 30 juli 1944 als SS-Gruppenführer en Generalleutnant in de Waffen-SS en Commandant van het 8. SS-Kavallerie-Division Florian Geyer[21][31][36]
- IJzeren Kruis 1939, 1e Klasse (15 december 1940) en 2e Klasse (28 juni 1941)[31][37]
- Duits Kruis in goud op 1 november 1943 als SS-Brigadeführer en Generalmajor in de Waffen-SS in de SS-Kavallerie-Division[31][38][13]
- Nahkampfspange in brons, zilver (11 september 1943[31][39]) en goud[40]
- Duits Olympisch Ereteken, 1e klasse "Voor zeer bijzondere verdienste bij het organiseren van de spelen."[2]
- Duitse Ruiter Onderscheiding in goud[21][2][4]
- Militaire Dapperheidsmedaille (Roemenië) in 1942[21]
- Ridder in de Orde van de Kroon van Roemenië met Zwaarden in 1942[21]
- Medaille voor Militaire Dapperheid in zilver[21][31] in 1942[2]
- Gewondeninsigne van de 20e juli 1944 in zilver[15] op 20 juli 1944[21][39] - 26 juli 1944[5] - 20 augustus 1944[2]

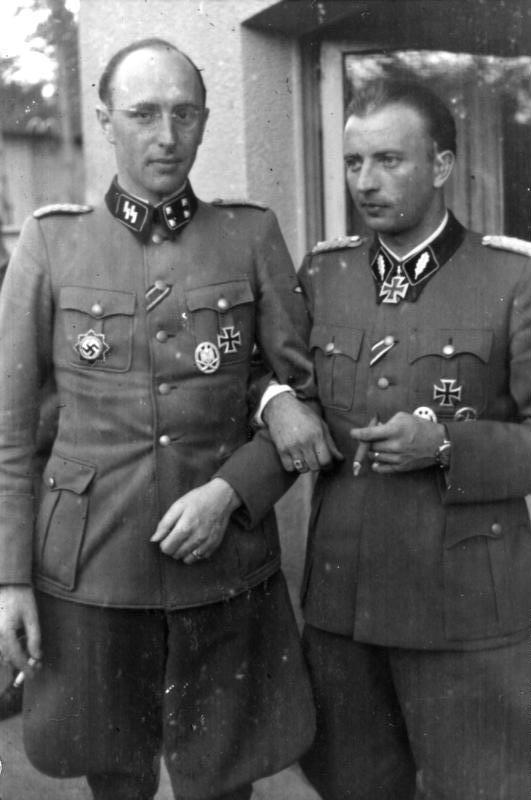
Fegelein (rechts) met Karl Gesele, 1942
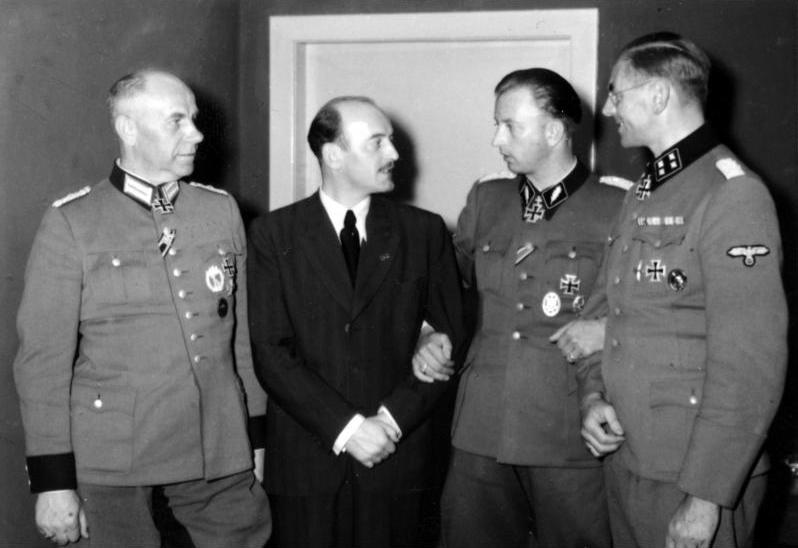
Bernard Griese (links), Heinz Gödecke (midden), Fegelein en Rudolf Pannier (rechts)
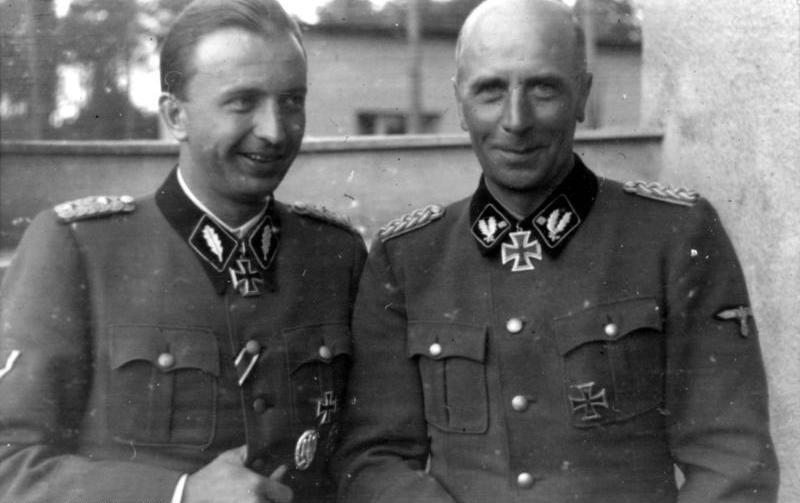
Fegelein en Wilhelm Bittrich in Rusland, 21 juni 1942
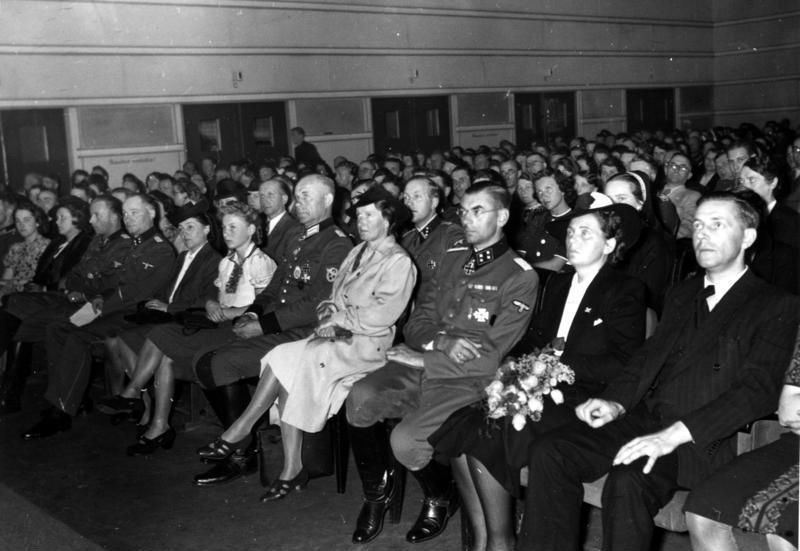
Concert in het Berlijnse radiostation op Pinkstermaandag 1942, met de nieuwe Ridderkruisdragers Oberstleutnant Bernard Griese, SS-Sturmbannführer Rudolf Pannier en SS-Standartenführer Fegelein